# 覆盆子

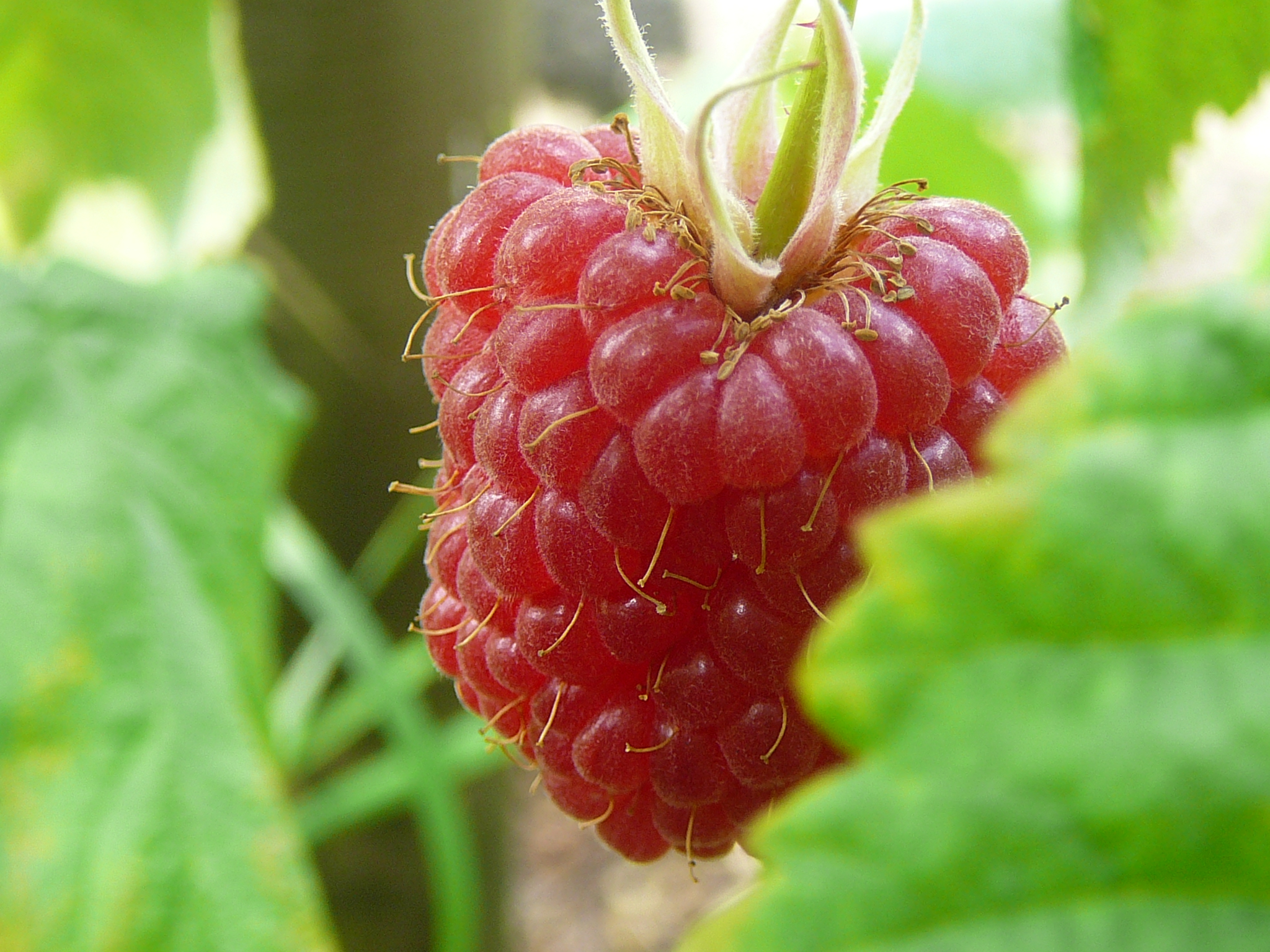
覆盆子

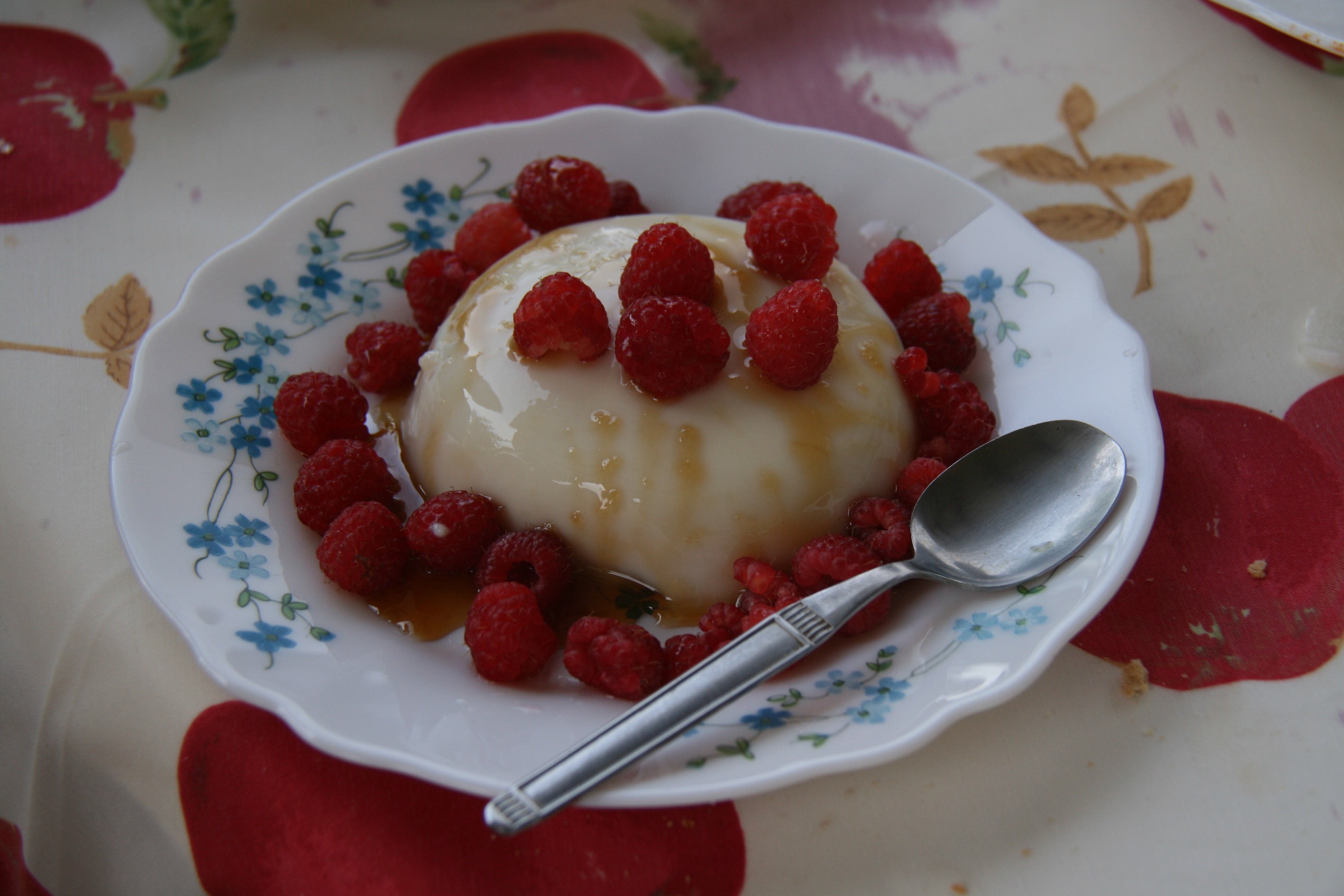
覆盆子甜点配新鲜奶酪和蜂蜜

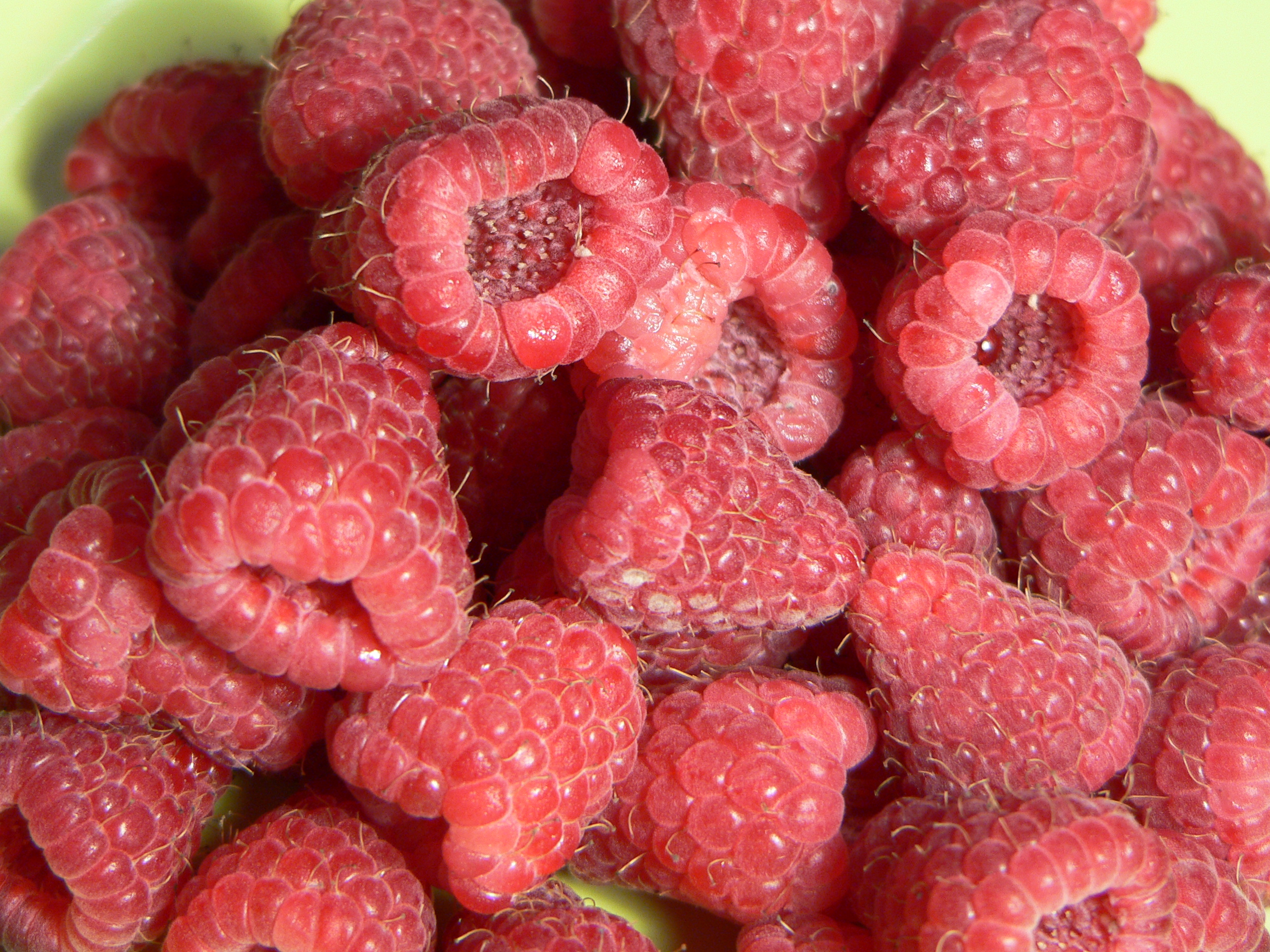
成熟的果实

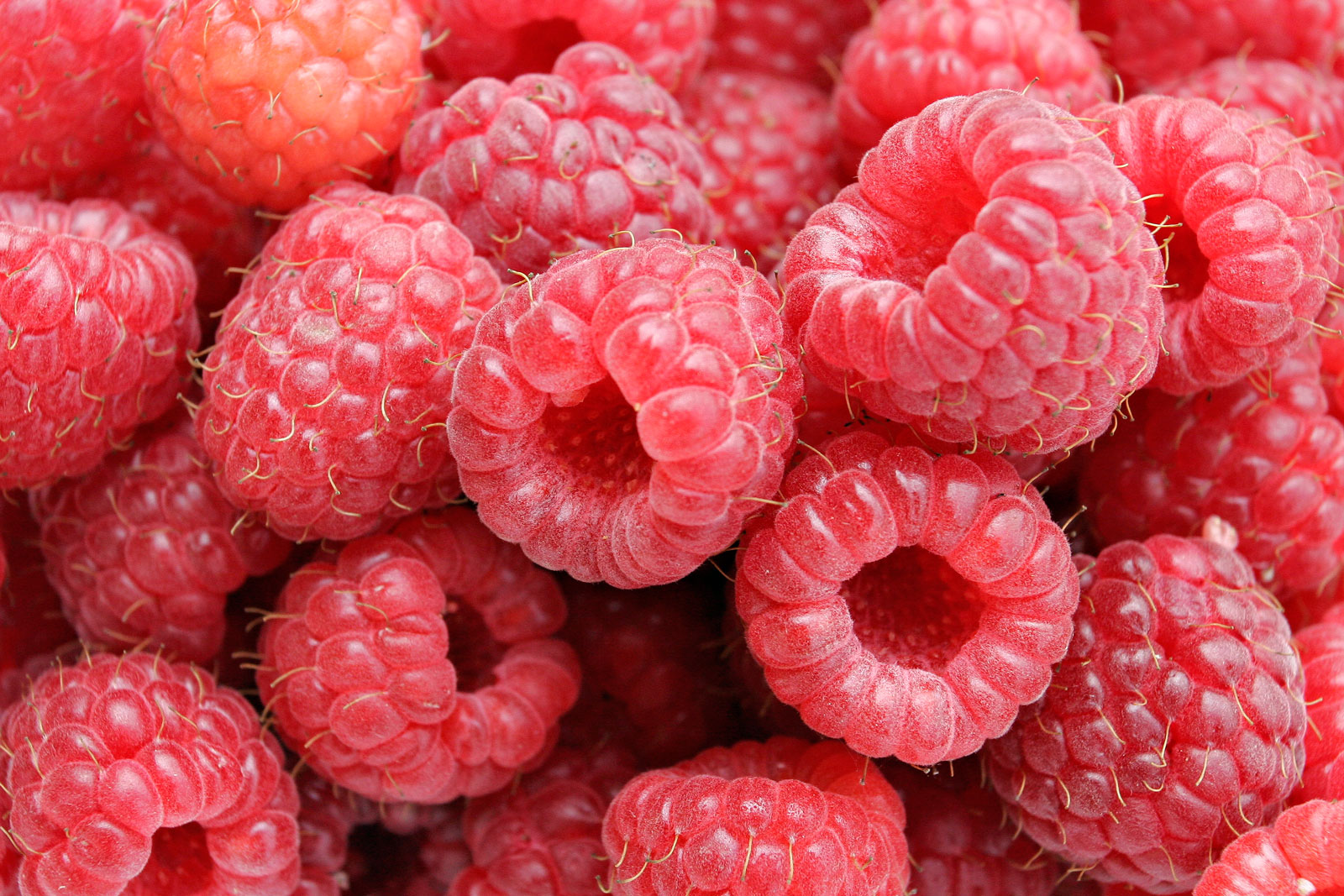
成熟的果实

覆盆子是薔薇科懸鉤子屬的木本植物，其果实味道酸甜，植株的枝干上长有倒钩刺。

## 名稱
覆盆子有很多別名，例如：
茥（音同“圭”）、紅桑子、 覆盆、覆盆莓、托盘（东北）、饽饽头（东北）、公饭（广东）、野莓、野草莓、乌藨子、小托盘、竻藨子、花蜜托盘、桑莓、紅莓、缺盆草 、公公帽（温州）、妙儿 (浙西)、猫眼子(山东)、拖鞋。
- 一般樹莓（Raspberry）指的即是覆盆子，但廣義上的範圍並非如此。
- 明代《本草綱目》等記載，（注：本草纲目记载的应该是掌叶覆盆子，而不是上述红树莓）覆盆子與懸鉤子是兩種植物。本條目所指植物為懸鉤子，又稱沿鉤子、藨子。而古稱覆盆子的植物相當於Bilberry。

## 型態
覆盆子的果實是一種聚合果，有红色、金色和黑色。

## 分佈
覆盆子在日本、南韓、歐美等地是常見水果；在中国大量野生分布，江南梅雨季节后，既有当野果采摘食用的传统；市场上有作时令野果销售；也有少量地区种植。

## 營養價值
覆盆子油屬於不飽和脂肪酸，可促進前列腺分泌荷尔蒙。由於覆盆子也是低升糖指數（GI值）的水果，可以延緩體內血糖上升值，加上富含高纖維，讓人不容易感到飢餓，更能幫助維持體重。

## 食用方法
紅色覆盆子葉具有香草的養生功能，也可搭配香草使用。一般來說覆盆子常拿來做為甜點或果醬食用，朝鮮半島則會將覆盆子發酵後作為酒類飲用。

## 轶事
金酸莓獎（英語：Golden Raspberry Awards）原意为“金覆盆子奖”。

## 外部連結
- 覆盆子 中藥材圖像數據庫  (香港浸會大學中醫藥學院) （中文）（英文）
- 覆盆子的图片 （页面存档备份，存于）

## 延伸阅读
[在维基数据编辑]
 《欽定古今圖書集成·博物彙編·草木典·覆盆子部》，出自陈梦雷《古今圖書集成》
 《植物名實圖考·覆盆子》，出自吳其濬《植物名實圖考》